# Nadorst
Nadorst is een sterk gevoel van dorst dat wordt veroorzaakt door overmatig alcoholgebruik. Het is een van de kenmerken van een kater.
De uitdroging door alcohol is de belangrijkste oorzaak van een kater. Alcohol heeft namelijk een vochtafdrijvende werking omdat de nieren door alcohol harder gaan werken waardoor het lichaam vocht verliest.
Nadorst kan ook betekenen dat men na een avond doorzakken de volgende ochtend veel verlangen naar alcohol heeft. In dit geval heeft men lichte ontwenningsverschijnselen.

## Koffie en thee
Wat weinigen weten is dat koffie en thee ook nadorst veroorzaken. Dat komt doordat de sterke smaak van koffie het dorstsignaal overschaduwt. Ook de wrange smaak van thee schept verwarring. Men heeft dorst, maar interpreteert dat als de afdronk van de thee.